# Bad Goisern am Hallstättersee
Bad Goisern am Hallstättersee en Haute-Autriche, est une commune de la région du Salzkammergut située près du lac de Hallstatt.

## Géographie
Bad Goisern se trouve à 500 m d’altitude dans le Traunviertel et la commune est entourée des montagnes du Dachstein. 
Elle s'étend sur 18,8 km du nord au sud, et sur 13,6 km de l'ouest à l'est. La superficie totale est de 112,6 km2. 67,2 % de la superficie est boisée et 12,4 % est exploitée par l'agriculture.
La commune regroupe les localités suivantes : Anzenau, Au, Edt, Görb, Goisern, Gschwandt, Herndl, Kogl, Lasern, Muth, Obersee, Pötschen, Pichlern, Posern, Primesberg, Ramsau, Rehkogl, Reitern, Riedln, Sankt Agatha, Sarstein, Solbach, Stambach, Steeg, Steinach, Unterjoch, Untersee, Weißenbach, Wiesen, Wildpfad, Wurmstein.

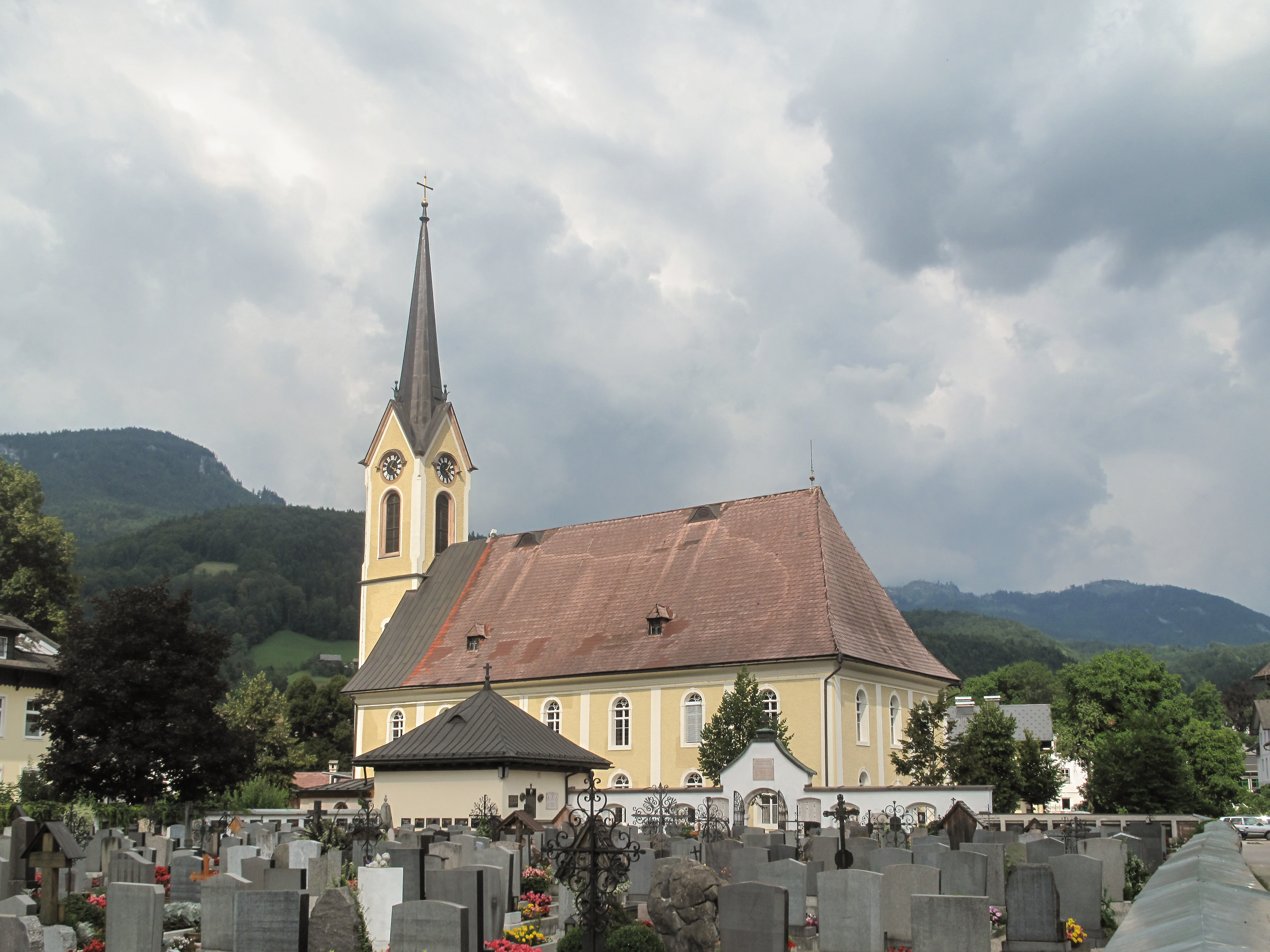
Bad Goisern, église

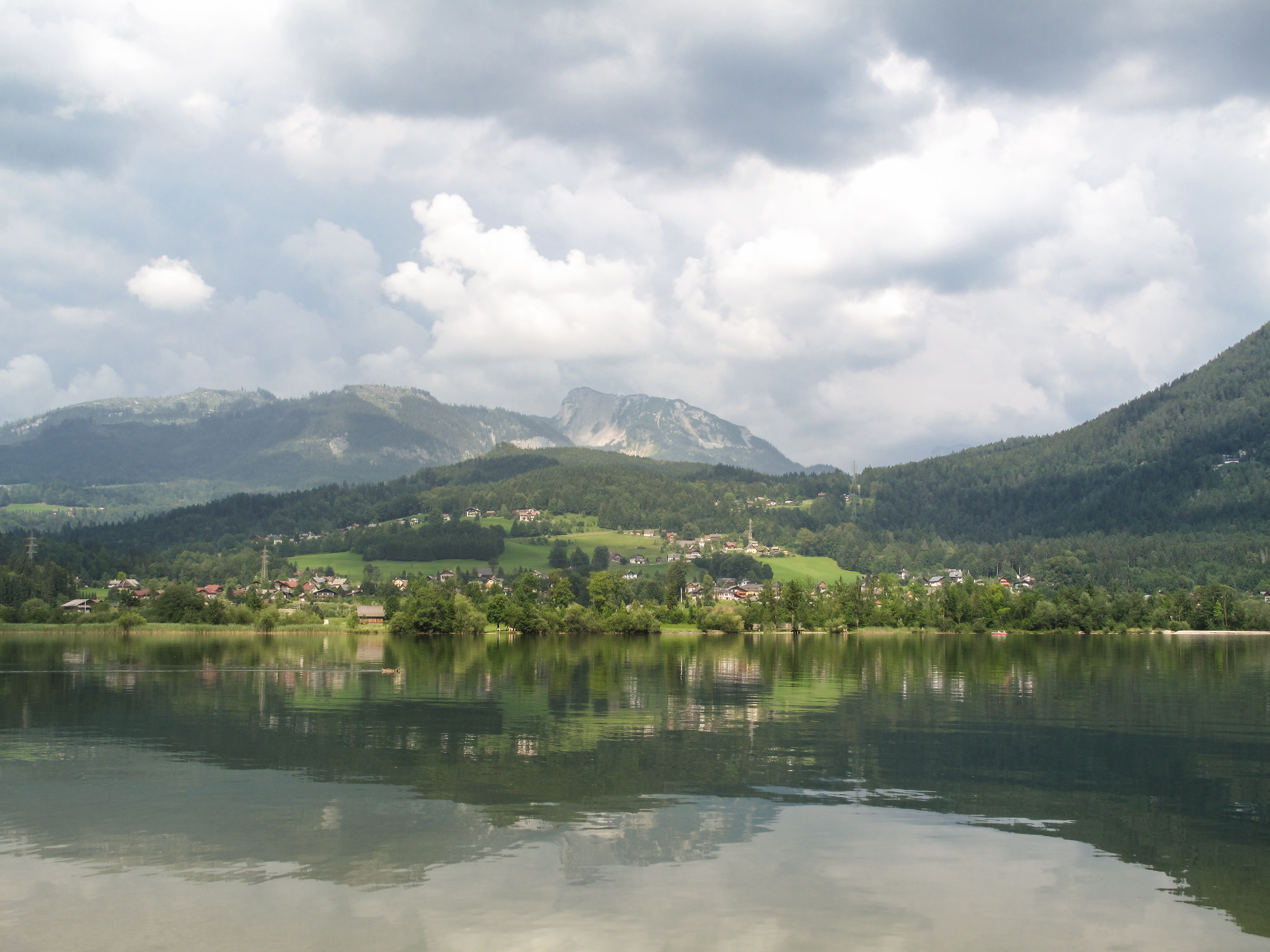
Untersee, vue sur le village

## Histoire
On a mentionné l'appellation de « Gebisharn » pour la première fois dans un document de Bad Goisern au XIIIe siècle.
En 1931, Bad Goisern a été déclarée comme station thermale et quelques années après, en 1952, la commune a obtenu le statut de 'marché' (Marktgemeinde).
Depuis 1955 le village a la désignation de « Bad » Goisern en référence à sa fonction de station thermale.
Bad Goisern est connue pour le « Goiserer Schuh » dialecte appelé « grobgnater Schua » (grosse chaussure cousue). Cette chaussure est une chaussure de randonnée en montagne.

## Démographie
La commune comptait 7 604 habitants en 2003.

## Personnalités
- Konrad Deubler (* 1814, † 1884), maire de Bad Goisern et autodidacte.
- Hubert von Goisern (* 1952), chanteur autrichien.
- Jörg Haider (* 1950, † 2008), homme politique autrichien.
- Ursula Hauber (* 1945), femme politique autrichienne.
- Wilfried Scheutz (* 1950), chanteur de pop autrichien (Austropop).
- Sepp Staffner (* 1875, † 1952), homme politique autrichien.
- Franz Kain (* 1922, † 1997), journaliste, écrivain et homme politique autrichien.

## Blason
Partagé et séparé en son centre ; au-dessus en argent un dragon noir et rouge armé ; au-dessous à la droite en biais une barré ondulée, verte et dorée et au milieu de la barre deux rubans noirs ondulés et à gauche quatre barres à argenté et rouge.

## Culture

### Curiosités
- Hütteneck : une montagne avec une vue sur Bad Goisern et le massif de Dachstein.
- Sohleleitungsweg (la conduite d’eau salée) : un sentier de randonnée, mène le long de la conduite d’eau salée de Hallstatt à Ebensee.
- Anzenau Mühle : musée de plein air.
- Heimat und Landesmuseum (musée des arts traditionnels).
- Korinsky Klause : digue où on a autrefois transporté des troncs d’arbre avec l’eau.

### Manifestations
- Salzkammergut Mountainbike Trophy, le plus grand marathon VTT d'Autriche.
- « Goiserer Gamsjagatage » (Les jours de Gamsjaga) fête de plusieurs jours sur les diverses coutumes de Bad Goisern et le Salzkammergut. Toutes les personnes s’appelant « Gamsjäger » sont invitées.
- Les kermesses (« Agatha Kirtag », « Goiserer Kirtag »).
- Hallenfest, fête du village en juillet.
- Glöcklerlauf (5 janvier), des hommes vêtus d'un costume blanc avec une ceinture avec des clochettes et portant des grands chapeaux aux formes diverses éclairés de l'intérieur. Ils tentent de chasser les démons de la mort et de vaincre la nuit et le froid par la lumière et la chaleur.
- Neujahrsblasen, concert du nouvel an ; premier de l’an.
- Sockenball, un bal de carnaval en février.